# Molophilus (Molophilus) pulcherrimus
Molophilus (Molophilus) pulcherrimus is een tweevleugelige uit de familie steltmuggen (Limoniidae). De soort komt voor in het Australaziatisch gebied.